# 天舟一号
天舟一号货运飞船是中国载人航天工程用于补给服务天宫二号空间实验室的无人货运飞船任务，于2017年4月20日19时41分35.361秒从文昌航天发射场使用新一代的长征七号运载火箭发射。本次任务是天舟系列货运飞船执行的首次补给任务。4月20日20时04分，确认天舟一号发射圆满成功。4月22日中午12时16分，天舟一号与天宫二号空间实验室进行首次无人交會對接，并为其补给燃料。之后数月间两次测试脱离、对接、补给、独立运行。9月17日，天舟一号从天宫二号撤离；9月22日，飞船受控再入大气层，任务结束。
天舟一号任务的主要目标是与天宫二号空间实验室完成交会对接，实施推进剂在轨补加，突破和掌握推进剂在轨补加等关键技术。天舟一号的运载能力约为6吨。
天舟一号完成的首次推进剂在轨补加试验是中国载人航天工程空间实验室阶段的收官之战，对于空间站工程后续任务顺利实施具有极为重要的意义，其成功标志着中国载人航天工程“第二步”胜利完成，宣告中国航天迈进天宫空间站时代。

## 任务历史
2017年4月20日19时41分，天舟一号由文昌航天发射场使用新一代的长征七号运载火箭成功发射，这是文昌航天发射场首次挑战“零窗口”发射。
4月22日中午12时16分，天舟一号与天宫二号空间实验室进行首次无人交会对接。
4月23日早上7時許，天舟一号开始进行推进剂补加试验。
4月27日19时07分，首次推进剂在轨补加试验成功完成。
6月15日18时28分，天舟一号与天宫二号完成第二次推进剂在轨补加试验。
6月19日09时37分，天舟一号与天宫二号受控首次分离，按程序逐步撤退至后向5000米，并保持约90分钟。确认航天器状态正常后，天舟一号开始绕飞，从后向5000米绕飞至天宫二号前向5000米。在此期间，天舟一号完成偏航180°转倒飞，天宫二号完成偏航180°转正飞。绕飞试验完成后，天舟一号与天宫二号开始第二次交会对接试验。天舟一号离开前向5千米停泊点，逐步接近至前向30米，之后与天宫二号对接机构接触，最终于14时55分完成与天宫二号的绕飞和第二次交会对接试验。
6月21日09时16分，天舟一号与天宫二号再次分离，天舟一号逐步退至前向120米并保持位置，确认状态正常后，受控正常撤离，建立三轴稳定对地飞行姿态，在高度约390公里的近圆轨道上开始独立运行。09时47分，天舟一号完成与天宫二号的撤离，开始进入独立运行阶段。
8月1日15时03分，天舟一号成功在轨释放一颗立方星。
9月12日17时24分，天舟一号转入自主快速交会对接模式，分远距离自主导引和近距离自主控制两个阶段实施。23时58分，天舟一号完成与天宫二号的自主快速交会对接试验。
9月16日20时17分，天舟一号与天宫二号完成第三次也是最后一次推进剂在轨补加试验。
9月17日16时15分，天舟一号在经过近5个月的飞行后，按计划与天宫二号完成分离。
9月22日18时左右，天舟一号在完成空间实验室阶段任务及后续拓展试验后受控离轨，再入大气层烧毁。

## 构造
天舟一号货运飞船的构造基于天宫一号目标飞行器，天舟一号货运飞船由大直径的货物舱和小直径的推进舱组成。货物舱用于装载货物，而推进舱为整个飞船提供动力与电力。推进舱两侧各有一翼太阳能帆板三板。天舟一号旨在补给天宫二号空间实验室的推进剂、空气、航天员的饮料、食物以及用于维修空间站的更换设备，以延长空间实验室和空间站的运行寿命。天舟一号总长10.6米，舱体最大直径3.35米，太阳帆板展开后最大宽度14.9米，起飞重量约13吨，物资上行能力约6吨，推进剂补加能力约为2吨，事實上，它比8噸多的天宮二號本體還重。货运飞船发射后会与空间实验室或空间站进行自动交會對接，并自动补加推进剂以及空气。

## 参阅
- 天舟货运飞船
- 中國空間站
- 天宫二号
- 神舟飛船
- 进步号M型货运飞船（Прогресс-М）
- 自動運載飛船（ATV）
- H-II运载飞船（HTV）
- 太空探索技術公司：天龙号太空船（Dragon）
- 軌道科學公司：天鵝座宇宙飛船（Cygnus）